# Malte Stieper
Malte Stieper (* 1974 in Kiel) ist ein deutscher Rechtswissenschaftler und Hochschullehrer.

## Leben
Stieper studierte nach dem Abitur 1994 Rechtswissenschaft an der Christian-Albrechts-Universität zu Kiel und der University of Surrey in Guildford (UK). Dem Ersten Juristischen Staatsexamen folgte bis 2002 eine Beschäftigung als Wissenschaftlicher Mitarbeiter am Institut für Wirtschafts- und Steuerrecht der Universität Kiel, an dem er 2001 mit der Arbeit Die Scheinbestandteile - § 95 BGB im System des Sachen- und Vollstreckungsrechts zum Dr. iur. promoviert wurde. Nach dem Referendariat am Schleswig-Holsteinischen Oberlandesgericht mit Stationen in Kiel, Mainz, Schleswig und Berlin war Stieper als Akademischer Rat am Institut für Europäisches und Internationales Privat- und Verfahrensrecht bei Haimo Schack sowie am Institut für Wirtschafts- und Steuerrecht bei Joachim Jickeli tätig und habilitierte sich 2009 mit der Arbeit Rechtfertigung, Rechtsnatur und Disponibilität der Schranken des Urheberrechts. Es folgten Lehrstuhlvertretungen an der Ludwig-Maximilians-Universität München und der Martin-Luther-Universität in Halle.
2010 wurde Stieper auf die nach Nicolaus Hieronymus Gundling benannte Gundling-Professur für Bürgerliches Recht, Recht des Geistigen Eigentums und Wettbewerbsrecht an die Universität in Halle berufen. Er ist zudem Mitglied im Vorstand der Bezirksgruppe Mitte-Ost der Deutschen Vereinigung für Gewerblichen Rechtsschutz und Urheberrecht (GRUR).
2012 wurde Stieper vom Fachmagazin JUVE Rechtsmarkt als einer der „40 unter 40“ Top-Juristen Deutschlands genannt.
Stieper ist seit 2013 Mitglied im Fachausschuss Urheber- und Verlagsrecht sowie im Vorstand der Bezirksgruppe Mitte-Ost der GRUR. Er lehnte 2015 einen Ruf der Universität Hannover ab. Seit 2016 ist er Studiendekan, außerdem hat er seit 2014 den Vorsitz des Verwaltungsrates des Studentenwerks Halle inne. 2018 wurde er im Amt des Prodekans bestätigt. Seit 2019 ist er außerdem Lehrbeauftragter an der Humboldt-Universität Berlin.

## Forschungsschwerpunkte
Stieper wendet sich in seinen Forschungen neben dem Bürgerlichen Recht insbesondere dem Urheberrecht und dem Gewerblichen Rechtsschutz, national wie international, zu. Dabei finden unter anderem die Bezüge zum Zivilprozessrecht sowie zum Kartell- und Wettbewerbsrecht besondere Berücksichtigung.

## Publikationen (Auswahl)
Monographien und Aufsätze
- Die Scheinbestandteile: § 95 BGB im System des Sachen- und Vollstreckungsrechts. Baden-Baden 2002: Nomos-Verlags-Gesellschaft. ISBN 3-7890-7776-3.
- Rechtfertigung, Rechtsnatur und Disponibilität der Schranken des Urheberrechts. Tübingen 2009: Mohr Siebeck. ISBN 978-3-16-150177-7.
- Von Gundling zur GRUR – Halle und das Geistige Eigentum, in: Heiner Lück: Aktuelle Beiträge zur Rechtswissenschaft und ihren geistesgeschichtlichen Grundlagen. Band 32 Hallesche Schriften zum Recht. Halle 2013. S. 261–276. ISBN 978-3-86977-072-7.

Kommentierungen
- §§ 90 – 103 BGB,  in: J. von Staudingers Kommentar zum Bürgerlichen Gesetzbuch,  Neubearbeitung, Berlin 2004; Neubearbeitung 2012 (zusammen mit Joachim Jickeli).
- Art. 118 AEUV, in: Grabitz/Hilf/Nettesheim (Hrsg.), Das Recht der Europäischen Union, Loseblatt (43. EL, März 2011).